# Agustins (Sant Aniol de Finestres)
Els Agustins és una masia situada al municipi de Sant Aniol de Finestres, a la comarca catalana de la Garrotxa. Es troba a la vora del torrent homònim.